# Ledebouria marginata
Ledebouria marginata är en sparrisväxtart som först beskrevs av John Gilbert Baker, och fick sitt nu gällande namn av John Peter Jessop. Ledebouria marginata ingår i släktet Ledebouria och familjen sparrisväxter. Inga underarter finns listade i Catalogue of Life.